# Pivní polévka
Pivní polévka označuje druh polévky uvařené z piva, která byla velmi populární zejména ve středověku a raném novověku v mnoha evropských kuchyních. Podávána byla jako jídlo k snídani (jako předchůdce kávy), často bylo doporučováno podávat ji nemocným.
Existuje řada variant receptů podle regionálních kuchyní (a i v nich se často objevují různé variace). V české kuchyni byla nejpopulárnější pivní polévka nazývaná gramatika (lehká, vhodná pro studenty a fyzicky nepracující) doložená až na počátku 18. století v překladu Knih hospodářských od Jana Barnera. Známá je dánská pivní polévka øllebrød s pivem a chlebem.